# 김진솔 (미스코리아)
김진솔(1993년 11월 3일~)은 대한민국의 2016년 미스코리아 진(眞)이다.

## 프로필
- 출생: 1993년 11월 3일
- 신체: 177.2cm, 53.2kg, 34-25-36
- 학력: 숙명여자대학교 성악과
- 수상: 2016년 미스코리아 진(眞), 2016년 미스코리아 서울 진(眞)
- 취미: 스쿠버 다이빙, 영화관람
- 특기: 여행, 필라테스